# Milan Šarapatka
Milan Šarapatka (* 5. prosince 1955) je český politik, diplomat a bývalý velvyslanec, v letech 2013 až 2017 poslanec Poslanecké sněmovny PČR zvolený jako nestraník za hnutí Úsvit přímé demokracie Tomia Okamury.

## Život
V letech 1975 až 1983 vystudoval mezinárodní obchod na Vysoké škole ekonomické v Praze (získal titul Ing.) a v letech 1987 až 1993 právo na Právnické fakultě Univerzity Karlovy v Praze (získal titul Mgr.). Vzdělání si pak ještě doplnil v letech 2003 až 2006 studiem mezinárodních vztahů a diplomacie v Centre d'Etudes Diplomatiques et Stratégiques v Paříži (získal titul Ph.D.).
Začínal pracovat jako vedoucí oddělení Strojexportu (1983 až 1988) a jako manažer v podniku Transakta Praha (1988 až 1991). Od začátku 90. let 20. století soukromě podnikal v oblasti zahraničního obchodu, byl či je jednatelem nebo společníkem několika firem (např. ZEZ SILKO, s.r.o.; Acquisition Business Consulting International, spol. s r.o.; SAGITTARIUS s.r.o. či LAURA s.r.o.). Od roku 1994 je vlastníkem Trident Export, spol. s r.o.
V letech 1997 až 2011 byl zaměstnancem Ministerstva zahraničních věcí ČR, když vykonával funkci mimořádného a zplnomocněného velvyslance v Indonésii, Bruneji a Papua Nové Guineji (1998 až 2002) a v Alžírsku a Mali (2006 až 2009).
V současnosti se věnuje mezinárodnímu obchodu a ekonomické diplomacii, problematice islamismu a náboženského terorismu. 
Milan Šarapatka je rozvedený a má 3 děti.

## Politické působení
Ve volbách do Poslanecké sněmovny PČR v roce 2013 kandidoval jako nestraník za hnutí Úsvit přímé demokracie Tomia Okamury z pozice lídra kandidátky v Hlavním městě Praze a byl zvolen poslancem. V březnu 2014 se spolu s poslancem Stanislavem Berkovcem a exposlancem Miloslavem Souškem zúčastnil jako pozorovatel referenda o odtržení Krymu od Ukrajiny a jeho připojení k Rusku. Zprávu o jejich návštěvě ve volební místnosti ve městě Sudaku, ve které popsali průběh referenda, vydala agentura Krymskij vektor. Dodatečně vyšlo najevo, že jejich cestu financovala organizace Euroasijská pozorovatelna demokracie a voleb (EODE, Eurasian Observatory for Democracy & Elections) belgického pravicového aktivisty Luca Michela, která nabízí nedemokratickým režimům monitoring jejich voleb. Žádný z účastníků si způsobu financování nebyl údajně předem vědom a podle Milana Šarapatky nebylo tolik důležité, kdo zaplatil letenku. Mnohem podstatnější bylo přesvědčit se o situaci na Krymu na vlastní oči v situaci, kdy nebyly k dispozici důvěryhodné informace z jiných zdrojů, včetně českých veřejněprávních médií. Kvůli názorovým rozdílům a v důsledku sporů v hnutí Úsvit přímé demokracie odešel v březnu 2015 z jeho poslaneckého klubu.
Ve volbách do Poslanecké sněmovny PČR v roce 2017 již nekandidoval.

## Objekt zájmu StB
Je evidován pro své protirežimní postoje jako objekt zájmu Státní bezpečnosti (StB) pod krycím jménem Šárka. Jeho jméno je evidováno v Protokolu registrace svazků agenturního a kontrarozvědného rozpracování a Archivním protokolu operativních svazků centrálních útvarů FMV a S-StB Praha (obojí registrováno statisticko-evidenčním odborem FMV).